# I. e. 165
Évszázadok: i. e. 3. század – i. e. 2. század – i. e. 1. század
Évtizedek: i. e. 210-es évek – i. e. 200-as évek – i. e. 190-es évek – i. e. 180-as évek – i. e. 170-es évek – i. e. 160-as évek – i. e. 150-es évek – i. e. 140-es évek – i. e. 130-as évek – i. e. 120-as évek – i. e. 110-es évek
Évek: i. e. 170 – i. e. 169 – i. e. 168 – i. e. 167 –  i. e. 166 – i. e. 165 – i. e. 164 – i. e. 163 – i. e. 162 – i. e. 161 – i. e. 160

## Események

### Hellenisztikus birodalmak
- IV. Antiokhosz szeleukida király megtámadja a korábban a birodalmától függetlenedett Örmény Királyságot. Foglyul ejti I. Artaxiasz királyt és kikényszeríti hűségesküjét.
- I. Menandrosz kerül az Indo-görög Királyság élére.

### Róma
- Titus Manlius Torquatust és Cnaeus Octaviust választják consulnak.
- Először adják elő Terentius Heküra c. komédiáját.

### India
- I. Menandrosz (indiai forrásokban Milinda) kerül az Indo-görög Királyság élére.

### Kelet-Ázsia
- A jüecsik a hsziungnuktól elszenvedett vereségük után a Tien-San északi peremére, az Ili folyó völgyébe vándorolnak, ahonnan elűzik a szakákat.

## Fordítás
- Ez a szócikk részben vagy egészben  a(z)   165 BC című angol Wikipédia-szócikk ezen változatának fordításán alapul.  Az eredeti cikk szerkesztőit annak laptörténete sorolja fel. Ez a jelzés csupán a megfogalmazás eredetét és a szerzői jogokat jelzi, nem szolgál a cikkben szereplő információk forrásmegjelöléseként.